# Vinica (Severní Makedonie)
Vinica (v makedonské cyrilici Виница), je město ve Východním regionu Severní Makedonie, v podhůří hory Plačkovica. Má celkem 10 863 obyvatel. Protékají jí dva potoky: Vinička reka a Gradečka reka. Je centrem opštiny Vinica.

## Historie
První písemná zmínka o městě pochází z roku 1618, kdy bylo v tureckých záznamech uvedeno, že zde žije 55 rodin. V této době byla tzv. náchií. 
Rozvinula se jako větší vesnice až v 19. století, kdy zde vzniklo tržiště a kdy se Vinica ustanovila být obchodním a tržním centrem pro obce na levé straně Bregalnice. V důsledku hospodářského rozmachu (a liberalizačních proudů co do náboženství v Osmanské říši) byl v roce 1858 ve Vinici postaven velký kostel zasvěcený sv. archanděla Michaelovi. V roce 1870 měla Vinica 200 domů s asi tisícovkou obyvatel.
V roce 1900 tak zde již žilo 1320 obyvatel, tři čtvrtiny z nich byli pravoslavní a třetina muslimové. Od roku 1912 byla součástí Srbska, později v roce 1918 Království Srbů, Chorvatů a Slovinců. Od druhé světové války počet obyvatel stagnuje. V roce 1971 zde bylo napočítáno zhruba šest tisíc obyvatel. Tehdy také získala Vinica status města.
Roku 2017 zde mělo být vybudováno Muzeum kultury a po roce 2020 nová tržnice.

## Kultura a pamětihodnosti
Mezi hlavní pamětihodnosti patří pozůstatky původní pevnosti (Viničko Kale) a dále pravoslavný kostel sv. Archanděla Michaela. Stojí zde ještě mešita Sefer Baba.
Na hlavním náměstí (Angela Viničského) se nachází muzeum Terracota a městská knihovna.

## Ekonomika
Město má dlouhodobou tradici v oblasti vinařství, což také reflektuje jeho název (vinice). Kromě vína se v okolí města daří také řadě jiných zemědělských plodin. Průmyslová výroba je potravinářská a dřevozpracující (výroba nábytku).

## Školství
Ve městě se nacházejí dvě základní školy – ZŠ Slavčo Stojmenski a ZŠ Goce Delčev.